# The Debatable Case of Mrs. Emsley
The Debatable Case of Mrs. Emsley är en kort kriminalnovell av Arthur Conan Doyle publicerad 1901 i The Strand Magazine.